# دولنی زیمور
دولنی زیمور (به چکی: Dolní Zimoř) یک منطقهٔ مسکونی در جمهوری چک است که در ناحیه میلنیک واقع شده‌است.